# Enoploteuthis chunii
Enoploteuthis chunii är en bläckfiskart som beskrevs av Ishikawa 1914. Enoploteuthis chunii ingår i släktet Enoploteuthis och familjen Enoploteuthidae. Inga underarter finns listade i Catalogue of Life.